# エムスデッテン
エムスデッテン (ドイツ語: Emsdetten,  [ɛmsˈdɛtn̩], 低地ドイツ語: Detten) は、ドイツ連邦共和国ノルトライン＝ヴェストファーレン州ミュンスター行政管区のシュタインフルト郡に属す市である。ミュンスターラント北部、エムス川とエムスデッテナーミューレンバッハ川に面しており、ヴェストファーレン地方に含まれる。

## 地理

### 隣接する市町村
エムスデッテンは、ライネ、ヘルステル、ザーベック、グレーヴェン、ノルトヴァルデ、シュタインフルト、ノイエンキルヒェンと境を接している（いずれもシュタインフルト郡）。

### 市の構成
- アーリンテル (Ahlintel)
- アウストゥム (Austum)
- ヘムベルゲン (Hembergen)
- ホリンゲン (Hollingen)
- イーゼンドルフ (Isendorf)
- ジニンゲン (Sinningen)
- フェルトルプ (Veltrup)
- ヴェストゥム (Westum)
- 都心部 (Stadtmitte)

## 歴史
最初の住人は、紀元前1200年頃にエムス低地に定住した。この集落は、1178年に "Thetten" という名称で初めて文献に記録されている。1498年頃には周辺の7つの集落とともにエムス川沿いの住民数約650人の集落 "Detten" が記録されている。 エムスデッテンの住民は長い間、農業、手工業（亜麻栽培からリネン作り）、ヴァネ作りで生活していた。ヴァネとは、脱穀した穀物をゴミや籾殻と分離するための平らな柳製のザルである。1645年にヴァネ作りのギルド法の存在が証明されている。
織布製造の機械化、1830年から綿の採用、1880年以後のジュートの採用によって、エムスデッテンはヴァネ作りの村から織布の街あるいはヴェストファーレンのジュートの中心地へ発展していった。1856年の亜麻布の機械紡績工場建設が、最初の工場建設であった。1861年に最初の機械式織機が完成した。1880年のエムスデッテンの人口は 1,767人であった。この街では、20世紀半ばにはすでに構造変革が始まった。危機に瀕した織布産業から新たな工業分野への刷新が起こった。
ヴァイマル共和政下においては、完全にカトリック優位のエムスデッテンでは中央党が安定的に強力な政治力を有しており、1933年の国会議員選挙においても 69.8 % の得票率であった。アドルフ・ヒトラーの権力掌握まで、NSDAPは重要な役割を演じておらず、その後の権力構築もゆっくりとしたものであった。1945年以後、政治的カトリック主義は戦前の勢いを回復した。1946年の最初の市議会選挙では、21議席中19議席を CDU が占めた。
エムスデッテンは、1938年9月18日に都市権を得た。当時の人口は約 17,000人であった。
1972年、住民の強い抵抗に反して、都市中核部の改造が行われた。
2006年11月20日にエムスデッテンのスクールシューティング事件が起こった。当時18歳の生徒がゲシュヴィスター＝ショル＝シューレで発砲して5人を負傷させ、点火された発煙弾で32人が煤煙中毒となった。犯人は銃で自殺した。

### 市町村合併
ノルトライン＝ヴェストファーレン州の最初の自治体新設プログラムに基づき、ヘムベルゲンが1969年7月1日に合併した。1975年1月1日、面積 3.50 km2、当時の人口 1,114人が住む地域がザーベックから移管された。

## 住民

### 宗教
エムスデッテンは主にカトリックの街である。市内には7つのカトリック教会と2つの福音主義教会がある。この他にモスクが1つある。カトリック組織は聖パンクラティウス教会と呼ばれている。

## 行政

### 市議会
エムスデッテンの市議会は 46議席で構成されている。

### 首長
ゲオルク・メーニケスは2015年9月に4期目の再選を果たした。

### 姉妹都市
エムスデッテンはヨーロッパの2都市と公式に姉妹都市協定を結んでいる。
- ヘンゲロー（オランダ、オーファーアイセル州）1991年
- ホイニツェ（ポーランド語版、英語版）（ポーランド、ポモージェ県）1996年

ヘンゲローとは、公式な姉妹都市協定締結（1991年）以前から定期的な交流を行い、青少年活動を中心に共同で活動を行っていた。やがて姉妹都市関係はスポーツや文化面で活発に行われるようになった。1996年にホイニツェとエムスデッテンとの間で姉妹都市協定が結ばれた。この街とは、特に養護学校や射撃クラブが互いに活発な交流を行っていた。特別な文化イベント（たとえば、「エムスデッテンの9月」など）は、しばしばホイニツェからの訪問客で盛り上がる。

### 紋章
図柄: 緑地に銀色の斜め波帯。上部にヴァネ作りの工具、下部に機織のシャトルがいずれも銀色で描かれている。
1937年に作成された市の紋章は、波帯によって地名の一部にもなっているエムス川沿いの場所であることを示している。この街特有の手工業を象徴するものとして2つのシンボルが選ばれた。織布産業のための機織のシャトルと、17世紀から18世紀に大きく花開いた手工業ヴァネ作りの工具である。その製品はヴェストファーレン全土に普及した。

## 文化と見所

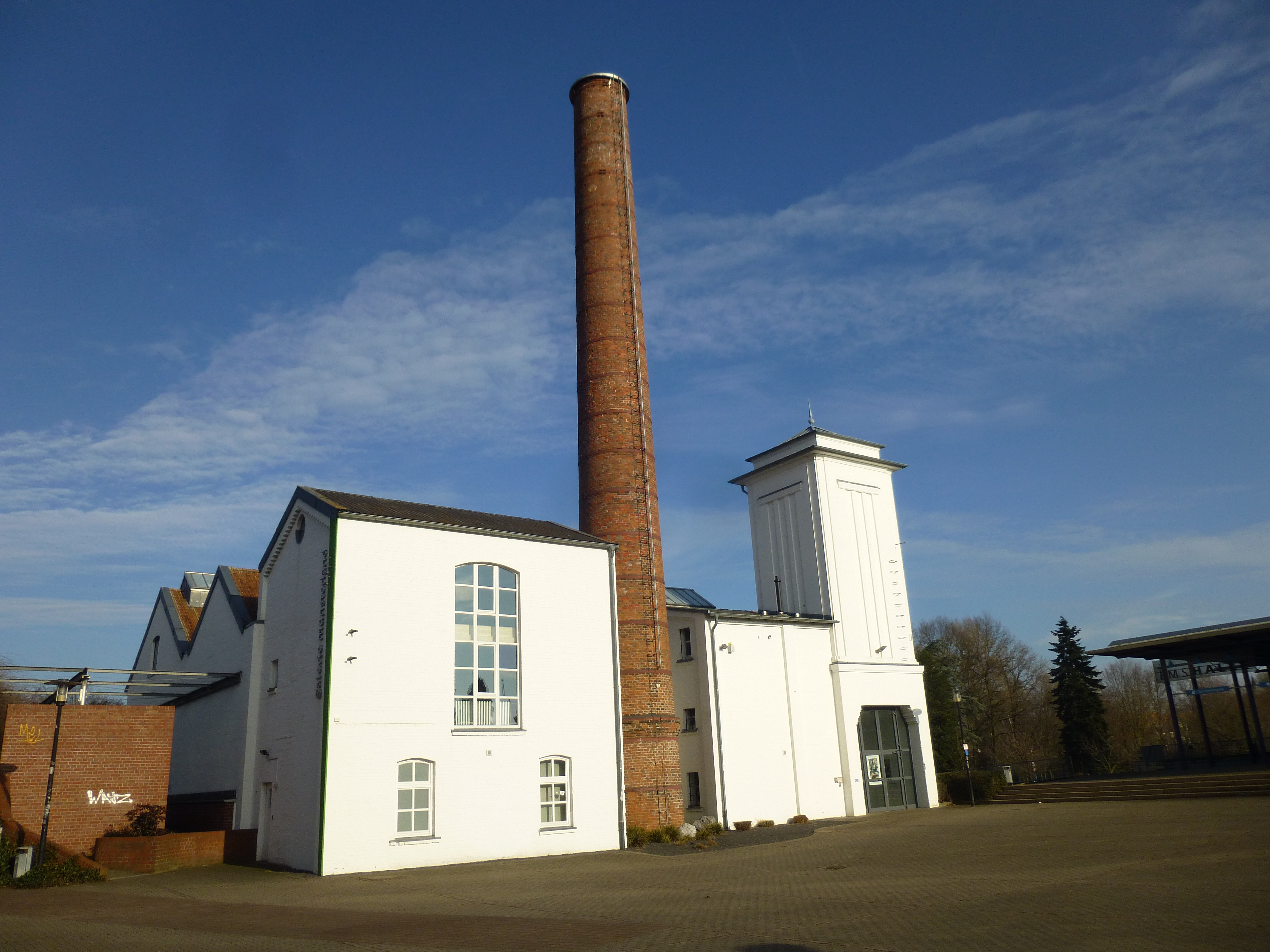
ガレリー・ミュンスターラント

エムスデッテンには数多くの文化活動サークルが存在する。全国的に有名なのは、ミュンスターラントの現代美術を紹介することを目的としたガレリー・ミュンスターラントである。2003年に20周年を祝ったエムスデッテナー芸術協会 e.V. は、年に3回、ガレリー・ミュンスターラントで、クリストとジャンヌ＝クロード、ペーター・ナゲル、フレッド・ティーラー、フリッツ・ケーテといった有名芸術家の展覧会を行っている。
市立 EMS-ハレでは、折に触れ、有名グループやエンターテイナーのコンサートイベントが開催されている。
エムスクルト e.V. は1987年に設立されたこの街の文化的イニシアティブである。この団体は、毎年秋に「エムスデッテンの演劇の日」を開催しており、1999年からは春に「エムスクルト・ゴーズ・ジャズ」というタイトルの下で「エムスデッテンのジャズの日」を催している。
「デッテンロックト e.V.」は2005年から、若いバンドを中止としたコンサートやフェスティバルを開催している。特に、民族主義と差別に反対する野外コンサートを毎年主催している。
音楽家が連携した「ロックイニシアティヴ・エムスデッテン e.V.」は定期的にコンサートを行い、次世代のバンドを支援している。

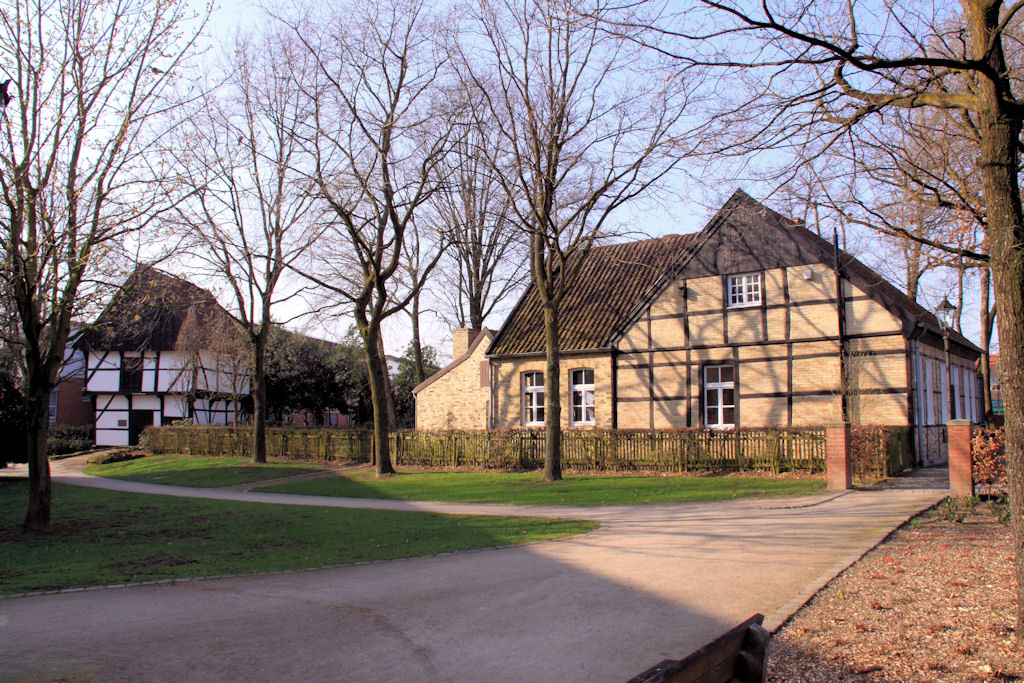
ヴァネ作り博物館

ヴァネ作り博物館では、数世紀にわたってこの街の経済活動を支えた、古く、ほとんど忘れ去られた手工業の歴史を知ることができる。

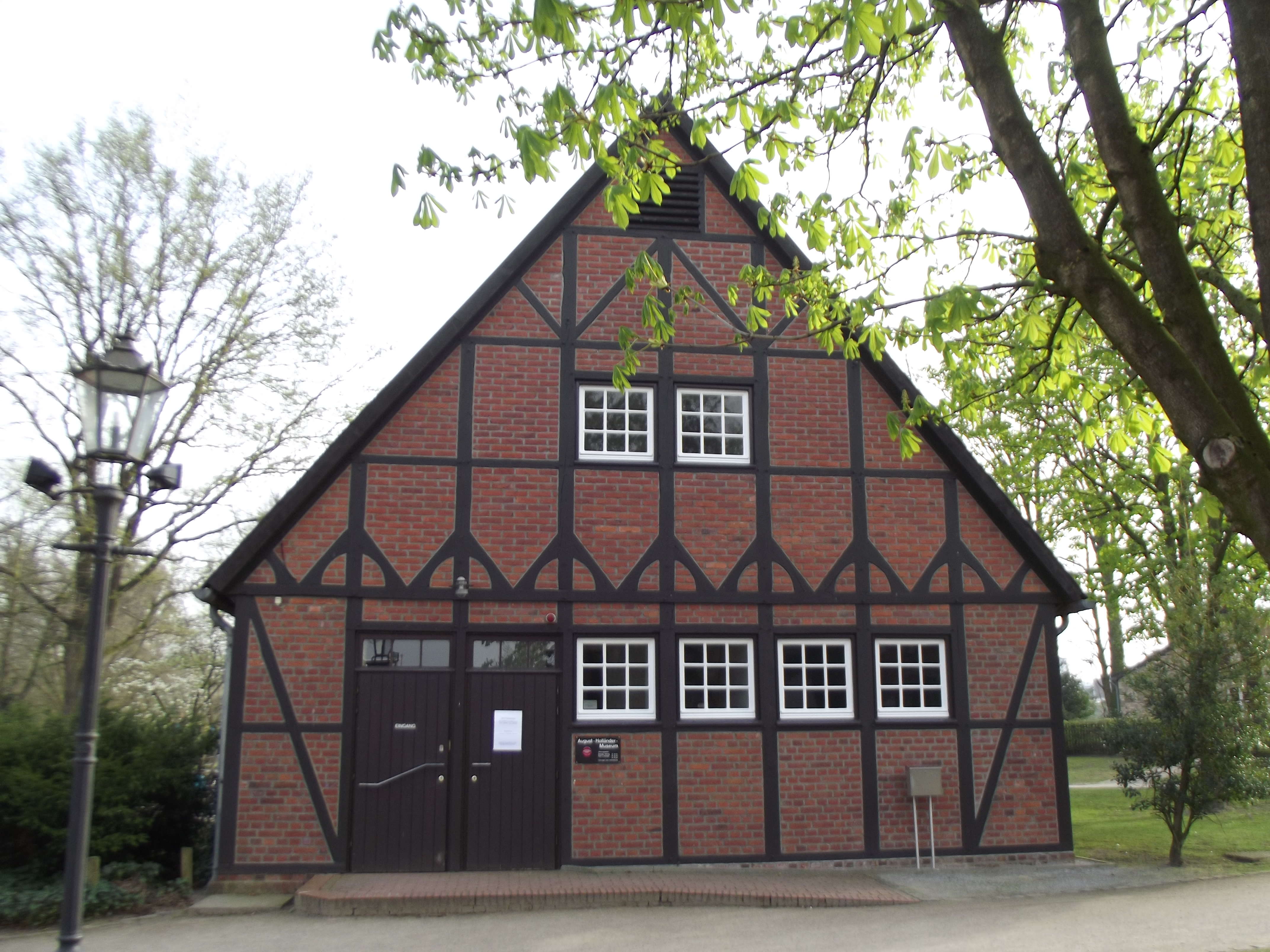
アウグスト＝ホレンダー博物館

1993年に再オープンしたアウグスト＝ホレンダー博物館は、工業化の始まりから1938年の都市への移行までのエムスデッテンの歴史を展示している。
エムスデッテンには、他の近隣市町村と同様に、エムスデッテン在住の芸術家夫妻ダウベンシュペックの彫刻や作品が展示されている。たとえば、「伝説の泉」や「ヴァネンシーバー」などである。
2007年に亡くなったエムスデッテンの芸術家ヴァルター・ヤスパーは、ブリンクに記念碑的な「朝霧の泉」を制作した。

### クラブ、協会
エムスデッテンには数多くの外国センター、約40のスポーツクラブ、18の射撃クラブ、15の動物飼育・保護協会、音楽隊、音楽協会、合唱団、その他60以上のクラブや協会・団体がある（アマチュア映画クラブからエムスデッテン芸術協会、さらにはビデオ・クラブまで）。

#### スポーツ
エムスデッテンでは多彩な種目を楽しむことができる。最大のスポーツクラブは TV エムスデッテンである。このクラブの看板は、ハンドボール男子第1チームである。このチームは1985年から1年間の中断をはさんでハンドボール・ブンデスリーガ2部に所属している。2013/14年シーズン初めにブンデスリーガ1部に昇格したが、同シーズン終了時点に再び降格となった。TV エムスデッテンのホームゲームはエムスハレで行われる。さらにカヌー・クラブ・エムスデッテンや乗馬クラブもある。チェスクラブ SK トゥルムは、2008年から2015/16年シーズン末までブンデスリーガ1部で戦った。
この他に、それぞれ3つのサッカークラブ（SVE エムスデッテン 05、SV ボルシア・エムスデッテン、フォルトゥナ・エムスデッテン）とテニスクラブ（テニスフェライン・エムスデッテン、テニスクラブ・エムスデッテン、テニス愛好会エムスデッテン）がある。

### 年中行事
- 民族主義と差別に反対するデッテンロックト＝フェスティバル（若者が自主運営する無料フェスティバル）
- エムスデッテン・ア・ラ・カルト
- エムスデッテナー・アハト（自転車シーズンの始まり）
- エムスデッテンの春市
- エムスデッテンの9月
- エムスデッテンのストリートカーニバル
- エムスデッテンのテーコッテン＝レース
- エムスデッテンの演劇の日
- ギフト＆ギュレ（もう一つの謝肉祭行事）
- 秋のキルメス[訳注 1]
- ジャズの日
- ランゲ・ナハト
- 5月のキルメス
- シュポルティッシモ（ミュンスターラント最大のスポーツショー）（最終催しは 2020 年）
- 市の射撃祭
- シュテアンシュヌッペンマルクト (Sternschnuppenmarkt＝流れ星の市場) (固有なドイツ風のクリスマスマーケット)

#### 市祭
9月の最終週末に開催される「エムスデッテンの9月」は、エムスデッテン最大の市祭である。この祭は、交通協会の主催で3日間にわたって開催される。
第2アドヴェントの週末に聖パンクラティウス教会の教会広場で開催される「シュテルンシュヌッペンマルクト」は伝統的なクリスマスマーケットである。

## 経済と社会資本

### 経済構造
この街の経済の重点は、織布産業および金属・合成樹脂加工業である。エムスデッテンには、2017年12月31日現在 2,971社の登録企業があり、2017年6月30日現在15,017人の社会保険支払い義務のある就労者がいる。8,287人の就労者がエムスデッテンから周辺の職場に通勤しており、8,260人がこの街に働きに来る。

### 農業
この街には34人の農林業従事者がいる。農家は主に家畜の飼育に従事している。大部分がオオムギやトウモロコシを栽培している。

### エムスデッテンの企業

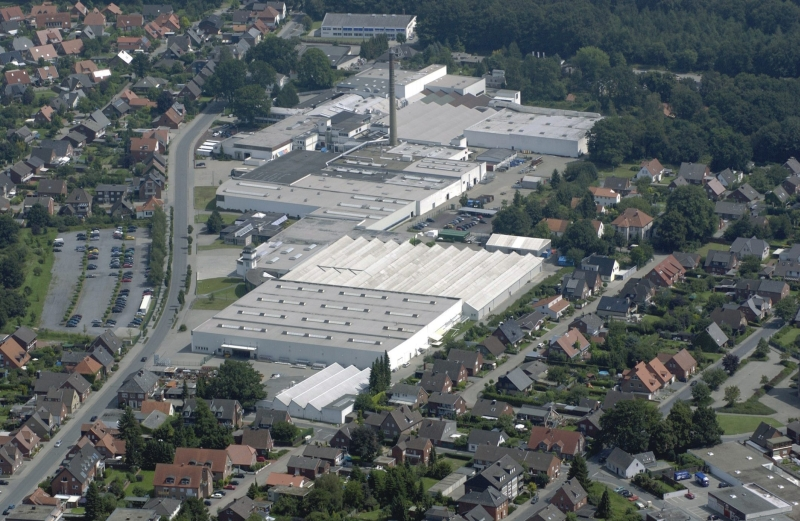
シュミッツ＝ヴェルケ本社

- フランチャイズチェーンのカフェ・エクストラブラット発祥の地であり、本社がある。
- カヴェー・テキスタイル GmbH & Co. KG（1947年にマッサージ用品メーカーとして設立、従業員数約230人）
- エムザ GmbH（1949年に日用品メーカーとして設立、従業員数約371人）
- フェルトハウス・フェンスター＋ファサーデン GmbH & Co. KG（1901年に建築資材メーカーとして設立、従業員数約180人）
- ハントヴェーベライ・シュテファン・ゲナー（1947年に教会用のための手織り業者として設立。教皇ヨハネ・パウロ2世（在位: 1978年 - 2005年）はゲナー社の手織りの生地で作られたカズラ（ドイツ語版、英語版）[訳注 2]やストラを愛用した。）
- レコ＝ヴェルケ GmbH & Co. KG（1900年設立、特殊テキスタイル、壁張り、造園用品、遮光用品、従業員数約150人）
- ザルヴス・ミネラルブルネン/シュールケッター gGmbH（最初は1908年にミネラルウォーターの会社として設立された、1994年からザルヴス・ミネラルブルネン GmbH となった）
- シルゲン GmbH & Co. KG（クリストとジャンヌ＝クロードによる1995年のベルリンの「ラップト・ライヒスターク」（国会議事堂）、1998年の「ラップト・ツリース」バーゼル、2005年の「ザ・ゲーツ」（ニューヨーク・セントラル・パーク）のための資材を供給した）
- シュミッツ＝ヴェルク（1921年に設立された内装用テキスタイル・メーカー、従業員数約830人）
- SLF オーバーフレヒェンテクニーク GmbH（機械製造）
- テセ（国際的に活動している住宅関連技術システム・メーカー、従業員数約850人）
- ヴェコ・インターナショナル GmbH（1974年に設立された乗り物部品メーカー、2007年からドメティック企業グループの一部となっている）
- ヴェディ GmbH（建築用板材メーカー、1983年設立、従業員数約300人）

### 教育

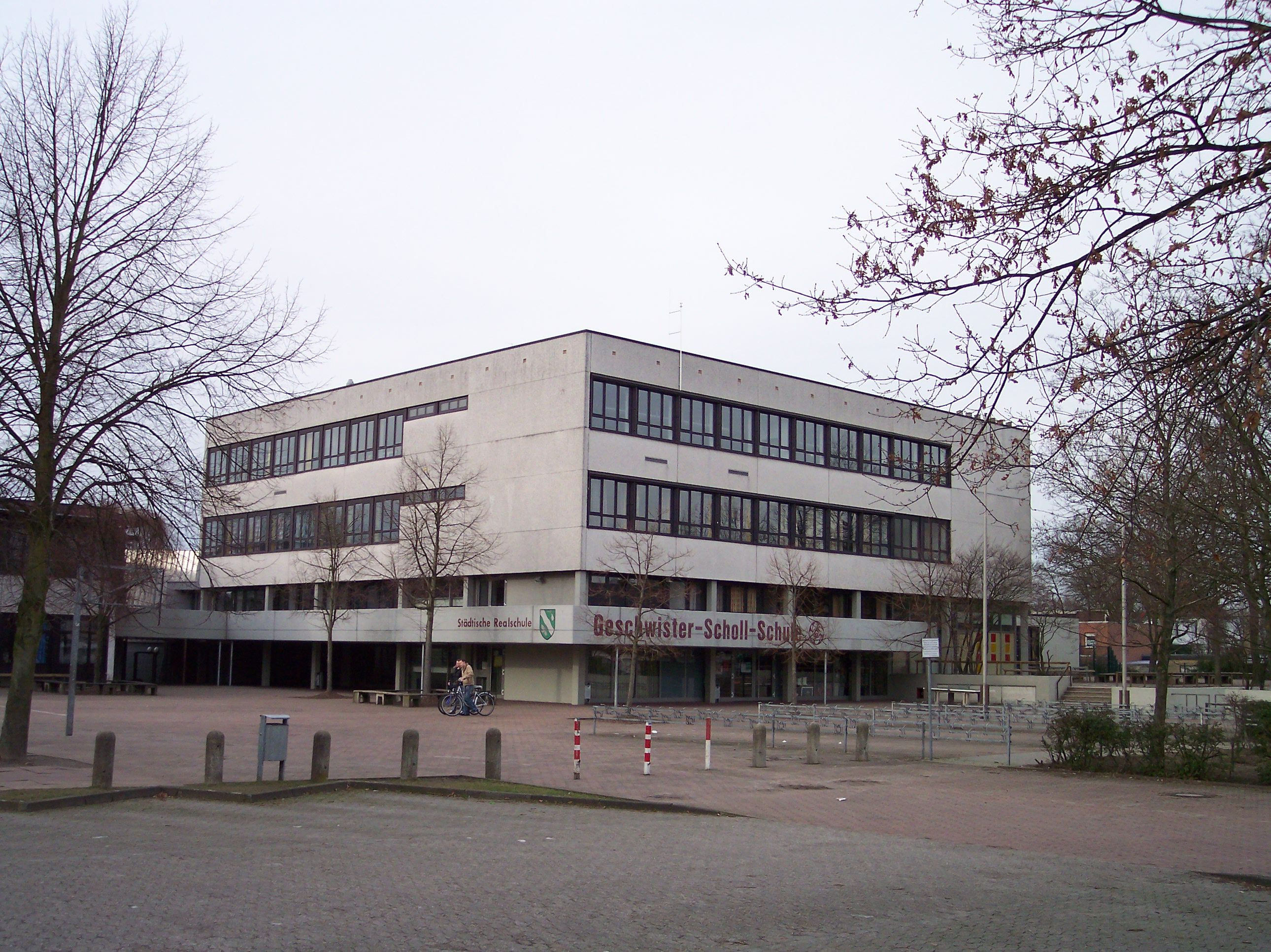
ゲシュヴィスター＝ショル＝シューレ

エムスデッテンにはカトリックの基礎課程学校が7校ある: ブックホフシューレ、エマヌエル＝フォン＝ケッテラー＝シューレ、シューレ・ホリンゲン、ヨハネスシューレ、ヨーゼフシューレ、カーディナル＝フォン＝ガーレン＝シューレ、ヴィルヘルムシューレ。注目すべきは、宗派共同の基礎課程学校パウル＝ゲルハルト＝シューレである。この学校は、障害を持つ児童と障害を持たない児童との統合教育プログラムを長年にわたって実践している。2013年/14年の学年からブックホフシューレとパウル＝ゲルハルト＝シューレは学校連合として運営されており、シュール通りのブックホフシューレのキャンパスは閉鎖された。学習・言語・情動的・社会的発展に重点を置く養護学校のアネッテ＝フォン＝ドロステ＝ヒュルスホフ＝シューレは2015年/16年に閉校となり、校舎は言語を養護の重点項目とする養護学校ピーター＝パン＝シューレ・ライネの分校としてシュタインフルト郡が利用している。
エムスデッテンにはギムナジウムが1校（ギムナジウム・マルティヌム）、実科学校が2校、本課程学校が1校ある。ゲシュヴィスター＝ショル＝シューレは、ノルトライン＝ヴェストファーレン州に27校（2008年6月現在）ある全日制実科学校の1つである。ケーテ＝コルヴィッツ実科学校にはインテグレーション課程がある。マリエン本課程学校は2006年2月1日から稼働している。ギムナジウム・マルティヌムは2010年/11年の学年に全日制学校に拡充された。シュタインフルト郡の経済学校の分校が上級学校の機能を補完している。

### 交通

#### アウトバーン
連邦アウトバーン A1号線までの距離は約 10 km で、A43号線経由に結ばれている。エムスデッテンから西約 40 km に A31号線、北 25 km に A30号線が通っている。

#### 自転車
エムスデッテンはエムス自転車道に接続している。駅前には駐輪場があり、電動自転車のために多くの充電ステーションが整備されている。

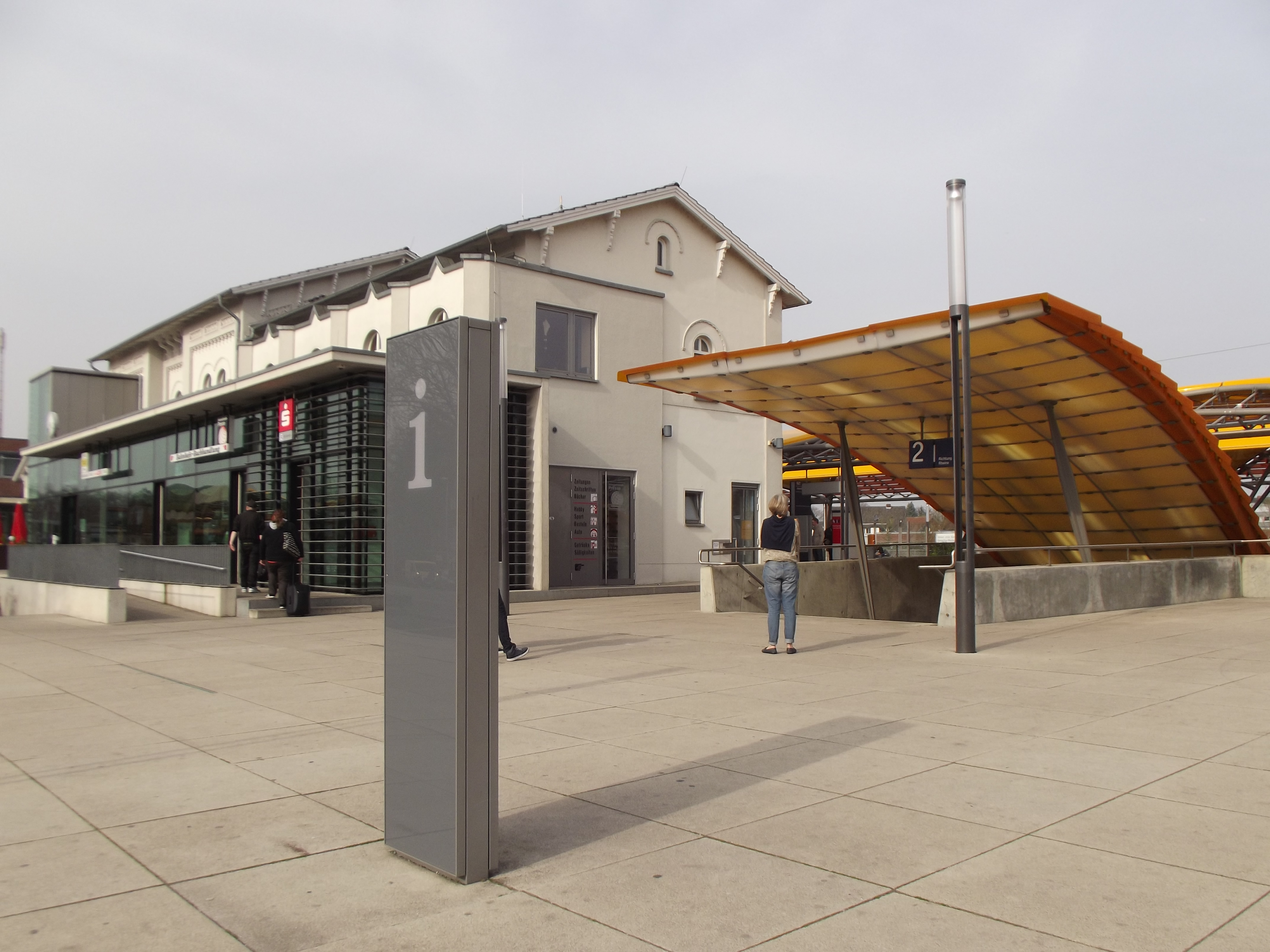
エムスデッテン駅

#### 駅
エムスデッテン駅は、街の中心に位置しており、ミュンスター - ライネ線に接続している。この駅には以下の列車が発着する:
| 列車名                                  | 行程 | 運行間隔 | 運行業者                 | 使用する車両  |
| --------------------------------------- | --- | -------- | ------------------------ | ------------- |
| RE 7 ライン＝ミュンスター＝エクスプレス | ライネ − エムスデッテン - グレーヴェン - ミュンスター中央駅 - ミュンスター＝ヒルトルプ - ドレンシュタインフルト - ハム (ヴェストファーレン) - ベーネン - ウナ - ホルツヴィッケデ - シュヴェールテ - ハーゲン中央駅 - エネペタール - シュヴェルム - ヴッパータール＝オーバーバールメン - ヴッパータール中央駅 - ゾーリンゲン中央駅 - オプラーデン - ケルン・メッセ/ドイツ駅 - ケルン中央駅 - ドルマーゲン - ノイス中央駅 - メールブッシュ＝オステラート - クレーフェルト＝オップム - クレーフェルト中央駅 | 60分     | ナショナル・エクスプレス | タレント2 × 2 |
| RE 15 エムスラント＝エクスプレス        | エムデン＝アウセンハーフェン - エムデン中央駅 - レーア (オストフリースラント) - パーペンブルク - アッシェンドルフ - メッペン - リンゲン (エムス) - ザルツベルゲン - ライネ - エムスデッテン - グレーヴェン - ミュンスター中央駅 | 60分     | ヴェストファーレン鉄道   | Flirt 3 × 1-2 |
| RB 65 エムス＝バーン（エムス鉄道）      | ライネ - ライネ＝メーズム - エムスデッテン - レッケンフェルト - グレーヴェン - ミュンスター＝シュプラーケル - ミュンスター・ツェントルム・ノルト - ミュンスター中央駅 | 30分     | オイロバーン             | Flirt         |

#### バス
多くの地方バス路線が近隣の街へ運行している。また、街のコミュニティバスがザーベックとエムスデッテンとを結んでいる。

#### 水路
ドルトムント＝エムス運河までは 14 km の距離がある。

#### 連邦道
エムスデッテンは、連邦道 B481号線と B475号線によって広域自動車網と接続している。

#### 航空
最寄りの国際空港は、12 km の距離にあるミュンスター/オスナブリュック空港である。
エムスデッテン近郊には、ボルクホルスト＝フュヒテンに小さなグライダー飛行場と、ライネ＝エッシェンドルフに小型機用飛行場がある。

## 人物

### 出身者
- フランツ・ヨーゼフ・ヒンケルアンメルト（ドイツ語版、英語版）（1931年 - ）エコノミスト、解放の神学の神学者
- ヴァルト・トカチュク（ドイツ語版、英語版）（1947年 - ）カナダのアイスホッケー選手
- ヴァレリー・ニーハウス（1974年 - ）女優
- ティム・ヴィースケッター（ドイツ語版、英語版）（1979年 - ）カヌースプリント選手、指導者。2000年シドニーオリンピック銅メダリスト、2004年アテネオリンピック金メダリスト、2008年北京オリンピック銀メダリスト。
- ルッツ・アルテポスト（ドイツ語版、英語版）（1981年 - ）カヌースプリント選手、指導者。2008年北京オリンピック銅メダリスト
- ベニャミン・ベールラ（1985年 - ）柔道家

## 関連文献
- Jürgen Buschmeyer (1988). Emsdetten vom Dorf zur Stadt. 1000 Jahre Geschichte des Dorfes Emsdetten von der ersten Erwähnung 890 bis zur Stadtwerdung 1938. Greven: Eggenkamp. ISBN 978-3-923166-23-7
- Willi Colmer (2003). Emsdetten. Ortsgeschichte vom Mittelalter bis zum 20. Jahrhundert. Emsdetten: Heimatbund Emsdetten
- F. R. Menne (1988). Emsdetten 1933–1988. Geschichte Emsdettens – Wachstum und Wandel. Emsdetten
- Hans Lohaus, ed (1984). Mien aolle Detten. Eine Dorfgeschichte in Bildern. Emsdetten: Verlag der Emsdettener Volkszeitung
- Stadt Emsdetten, ed (2004). Stadt Emsdetten. Wirtschaftsporträt. Wirtschaft, Stadtporträt, Leben & Einkaufen (6. Auflage ed.). Reken: Neomedia
- Heimatbund Emsdetten, ed (2013). Gruß aus Emsdetten. Alte und neue Stadtansichten. Emsdetten: Selbstverlag des Herausgebers

これらの文献は、翻訳元であるドイツ語版の参考文献として挙げられていたものであり、日本語版作成に際し直接参照してはおりません。

## 訳注
1. ↑  キルメス (ドイツ語: Kirmes) は教会の開基祭を起源とする民俗祭
2. ↑  ラテン語: casula、ミサ祭服の上衣